# Shooting Star (песня Дэвида Раша)
«Shooting Star» — дебютный сольный сингл хип-хоп певца Дэвида Раша с его дебютного альбома Feel the Rush Vol. 1. В нём принял участие Кевин Рудольф, LMFAO и Питбуль. Существует ремикс на оригинальную версию — «Party Rock» при участии LMFAO.

## Клип
Universal Republic Records снял клип в конце апреля 2008. Его можно посмотреть на YouTube, в большей части видео показана галактика и космическая панорама. Клип начинается с того, что LMFAO представляет Дэвида Раша, Кевина Рудольфа и Питбуля. Его режиссёром стал Дэвид Руссо.

## В популярной культуре
Песня была использована на 9-й церемонии «Мисс Мира», проходившей в Боракайе, Филиппины 22 ноября 2009. Она также была использована в финальном данс-баттле в фильме 2010 года Шаг вперёд 3D вместе с «Move Shake Drop» музыканта DJ Laz.

## Официальные версии
- «Shooting Star» (Album version) при участии Кевина Рудольфа и Питбуля.

## Позиции в чарте
| Чарт (2009)                    | Наивысшая позиция |
| ------------------------------ | ----------------- |
| Canada (Canadian Hot 100)      | 66                |
| U.S. Billboard Pop 100         | 33                |
| U.S. Billboard Rhythmic Top 40 | 9                 |